# GSG 9
GSG 9 BPOL (абр. від нім. GSG 9 der Bundespolizei, до 2005 року абр. від нім. Grenzschutzgruppe 9, укр. Група охорони кордонів 9) — це спецпідрозділ Федеральної поліції Німеччини,  який спеціалізується на боротьбі з тероризмом, звільненні заручників та знешкодженні вибухівок. Він має штаб-квартири в Занкт-Аугустіні і Берліні.
З 1 серпня 2017 року він підпорядковується 11-му управлінню Федеральної поліції. Наразі цей підрозділ Федеральної поліції використовується переважно для боротьби з особливо тяжкими злочинами, які для рядових поліцейських надто небезпечні.
На відміну від Загонів спеціального призначення (SEK) Земельної поліції (нім. Landespolizei), які створені для виконання аналогічних завдань, GSG 9 є федеральним підрозділом. GSG 9 може бути задіяний до операцій на території, що підпадає під юрисдикцію державної поліції, лише за згодою відповідної федеральної землі. За рішенням Федерального міністерства внутрішніх справ Німеччини GSG 9 може бути задіяний в спеціальних операціях і за межами Німеччини за згодою відповідної країни де буде проходити такка спецоперація. На відміну від закордонних місій Бундесверу, для залучення GSG 9 до операцій за кордоном не потрібна згода Бундестагу.

## Походження назви
Назва GSG 9 пояснюється структурою Охорони федерального кордону Німеччини (нім. Bundesgrenzschutzes), яка на момент створення цього підрозділу складалася з чотирьох прикордонних командувань з вісьмома прикордонними групами (GSG 1-7 і See). Оскільки GSG 9 не була інтегрована в жодну з існуючих структур, вона отримала назву Група охорони кордонів 9 (нім. Grenzschutzgruppe 9). Цю назву та статус прикордонної групи GSG 9 зберегла й протягом реорганізацій Федеральної прикордонної служби, навіть після розформування прикордонних груп на користь прикордонних відділів у 1981 році та перепідпорядкування прикордонних командувань у 1993 році на головні управління прикордонної служби. Після перейменування у 2005 році Федеральної прикордонної служби на Федеральну поліцію абревіатура була збережена через свою відомість, але до неї було додано назву Федеральна поліція (нім. GSG 9 der Bundespolizei).

## Історія

### Створення GSG 9 після Олімпійських ігор 1972 року
26 вересня 1972 року через три тижні після трагічної події з взяттям заручників в Мюнхені під час літніх Олімпійських ігор в структурі Охорони федерального кордону було створено підрозділ GSG 9. Під час цих ігор палестинська терористична група «Чорний вересень» захопила в заручники одинадцятьох ізраїльських спортсменів. Операцію зі штурму аеропорту Фюрстенфельдбрук, де терористи утримували заручників, проводили звичайні поліцейські, адже на той час в Німеччині ще не існувало спецпідрозділів SEK/GSG 9. Невдала спроба звільнення заручників призвела до загибелі всіх заручників, п'яти з восьми терористів та одного поліцейського. Ця трагедія і стала каталізатором для створення спецпідрозділу GSG 9. Ульріх Вегенер, підполковник Федеральної прикордонної служби, який на той час працював офіцером зв'язку BGS у Федеральному міністерстві внутрішніх справ, отримав від міністра внутрішніх справ Ганса-Дітріха Геншера завдання сформувати боєздатний антитерористичний підрозділ. В квітні 1973 року Вегенер доповів про готовність до роботи двох бойових груп GSG 9.

### Звільнення захопленого літака «Ландсхут»
Один із наймасштабніших та найвідоміших операцій GSG 9 стало звільнення літака «Ландсхут», захопленого палестинськими терористами з Народного фронту визволення Палестини (НФВП).
13 жовтня 1977 року терористи захопили літак Boeing 737-230QC німецької авіакомпанії Lufthansa під час рейсу з Пальми (Майорка) до Франкфурта-на-Майні. На борту літака перебували 99 людей, включаючи 4 членів екіпажу.
Терористи змусили пілота направити літак до Бейрута (Ліван). Після дозаправки в Римі (Італія) терористи висунули вимоги: звільнення п'яти палестинських бойовиків з ізраїльських в'язниць та мільйон швейцарських франків.
16 жовтня 1977 року літак був перевезений до Могадішо (Сомалі). Уряд Сомалі відмовився надати терористам притулок.
18 жовтня 1977 року, після тривалих переговорів, німецька влада дала згоду на проведення штурму. Спецпідрозділ GSG 9 атакував літак. У ході штурму загинули троє заручників, один палестинський терорист та один німецький спецпризначенець. Решта заручників та дев'ять терористів були звільнені.
Операція "Вогняне Зачарування" стала знаковою подією в історії боротьби з тероризмом. Вона продемонструвала рішучість німецької влади протистояти терористам та звільняти заручників, високий рівень кваліфікації та майстерності GSG 9 та важливість міжнародної співпраці в боротьбі з тероризмом. Ця подія також мала значний вплив на розвиток антитерористичних тактик по всьому світу.

### Арешт групи «Зауерланд»
4 вересня 2007 року бійці GSG 9 проводили операцію по арешту ісламістську терористичну групу «Зауерланд» у будинку відпочинку в Обершледорні в регіоні Зауерланд. Доступ відбувся позапланово після того, як патрульний офіцер випадково виявив спостереження під час зупинки транспорту. Поки двох підозрюваних затримали на кухні, третій підозрюваний втік, вистрибнувши з вікна туалету; офіцер GSG-9 не міг слідувати за ним достатньо швидко через його важкий захисний одяг. Двоє поліцейських BKA взялися за переслідування та зуміли збити втікача. Він зміг вихопити табельну зброю у поліцейського BKA і вистрілити, нікого не влучивши.

### Операція «Desert Fox»
У вересні 2008 року GSG 9 брав активну участь у запланованій операції «Desert Fox» зі звільнення п’ятьох німців, п’яти італійців і одного румунського відпочивальника, а також їхніх восьми єгипетських супутників. Одинадцять туристів та їх вісім єгипетських супутників були викрадені у Верхньоєгипетській пустелі, а потім доставлені до прикордонної зони між Єгиптом, Суданом, Лівією та Чадом. За даними агентства, викрадачі вимагали викуп у розмірі 6 мільйонів євро. За допомогою Бундесверу, Люфтганзи та іншої авіакомпанії близько 150 військовослужбовців GSG 9, а також матеріали та персонал THW були доставлені в Шарк-ель-Увеймат на півдні Єгипту. Також були присутні співробітники Федеральної авіаційної служби поліції , Федерального управління кримінальної поліції та командування сил спеціального призначення (KSK) Бундесверу. [34] GSG 9 не використовувався, оскільки викрадачі звільнили своїх заручників заздалегідь. 

### Мережа Atlas
GSG 9 є членом мережі європейських спецпідрозділів Atlas. У міжнародному порівняльному конкурсі Original SWAT World Challenge (OSWC) у США GSG 9 переміг у 2005 та 2006 роках проти подібних спеціальних підрозділів поліції зі Сполучених Штатів, Японії та Канади. З 1983 року GSG 9 організовує змагання Combat Team Conference , які проводяться кожні чотири роки , «неофіційний чемпіонат світу поліцейських і військових спеціальних підрозділів». GSG 9 також підтримує дружні контакти з різними підрозділами в інших країнах. До них належать морські котики США, Delta Force і HRT ФБР. GSG9 також регулярно тренується та обмінюється ідеями з ізраїльським Yamam. 

## Відбір та підготовка
Подати заявку до підрозділу можуть випускники поліцейських академій федеральної поліції, інших федеральних поліцейських сил та поліцейських сил федеральних земель. Граничний вік початку основної та спеціальної підготовки – 34 роки.

### Відбір претендентів
Чотириденний процес відбору здібностей (EAV) відбувається навесні кожного року, незадовго до початку навчання в травні (станом на 2016 рік). Заявники проходять перевірку придатності за станом здоров'я відповідальною за них медичною службою. Критерієм виключення для використання є, серед іншого: Носіння будь-яких візуальних засобів, якщо вони не лікуються хірургічним шляхом. [22] Корекція показників очей за допомогою лазерної хірургії була схвалена з 2019 року. Однак на момент подачі заявки лікування повинно було відбутися два роки том.
EAV включає відбірковий тренінг, під час якого кандидати перевіряються, серед іншого, на їхню фізичну працездатність, моторику та витривалість, зокрема:
- Тест Купера (12-хвилинний біг на витривалість) не менше 3000 метрів
- Спринт на 100 метрів максимум за 13,4 секунди
- Стрибок у довжину з місця не менше 2,40 метра
- Підтягувань не менше 10
- Жим лежачи: не менше 10 повторень з 75% власної ваги (не менше 50 кг)
- Проходження смуги перешкод та дистанції спритності

Крім того, психологічні тести використовуються, щоб визначити, серед іншого, розумову працездатність заявників , концентрацію , здатність працювати в команді та їхній профіль особистості. Вони також повинні продемонструвати свої навички стрільби та вміння безпечно поводитися зі зброєю. EAV завершується особистим заключним обговоренням у формі мультимодального інтерв'ю. Зазвичай проходять від 10 до 15% заявників.

### Основна та спеціальна підготовка
Успішні учасники починають десятимісячну базову та спеціальну підготовку кожного року в травні (станом на 2016 рік). Це включає в себе базову підготовку (чотири місяці), тиждень важкої роботи , спеціальну підготовку (відповідно до запланованого тактичного розгортання відповідного офіцера) і завершальний кар’єрний тест з підготовки. Якщо претендент успішно пройшов усі ці станції, він або вона отримає значок діяльності асоціації та буде призначений до одного з оперативних підрозділів на посаду офіцера поліції спеціального призначення.
Додатковою кваліфікацією для особливих оперативних ситуацій є високоточна стрільба , пірнання та стрибки з парашутом у військовому вільному падінні (навчання та підвищення кваліфікації проходить у десантно-транспортному училищі), а також спостережна служба (розвідка міліцією). Оперативні водолази GSG 9 регулярно проводять тренування з бойовими плавцями Бундесверу в Еккернферде з метою обміну досвідом щодо тренувальних процедур та обладнання.
Техніка ближнього бою/самооборони в основному базується на бойових мистецтвах боксу, кікбоксингу, дзюдо, вінтцуна та ескріми. Техніки арешту або стримування сягають своїм корінням насамперед у бойові мистецтва дзюдзюцу (джиу-джитсу) або вінцун.
Окремі офіцери GSG-9 також брали участь у навчальних курсах, які проводить Командування спеціальних сил (KSK) Бундесверу - наприклад, у спеціальній підготовці зі стрибків з парашутом або вибухівки між 2007-2012 роками.

## Склад
GSG 9 нараховує в своїх рядах 300 співробітників, які розділені на три оперативних підрозділи:
- GSG 9/1 — спеціалізується на проведенні антитерористичних дій у стандартних умовах, 100 осіб особового складу,
- GSG 9/2 — антитерористичні дії на суднах і інших морських об'єктах, 100 осіб особового складу,
- GSG 9/3 — група десантників-парашутистів, 50 осіб особового складу.

Кожен загін ділиться на оперативні групи, кожна налічує п'ять осіб. Ці групи не статичні — залежно від умов, можуть бути сформовані спеціалізовані групи бійців, що складаються з необхідних в конкретній ситуації бійців з різними навичками і здібностями. Крім оперативних груп, у складі GSG 9 є штабна група, вертолітна ланка, навчальний загін, загін зв'язку та інформації, група техніків і підрозділ постачання.

## Озброєння

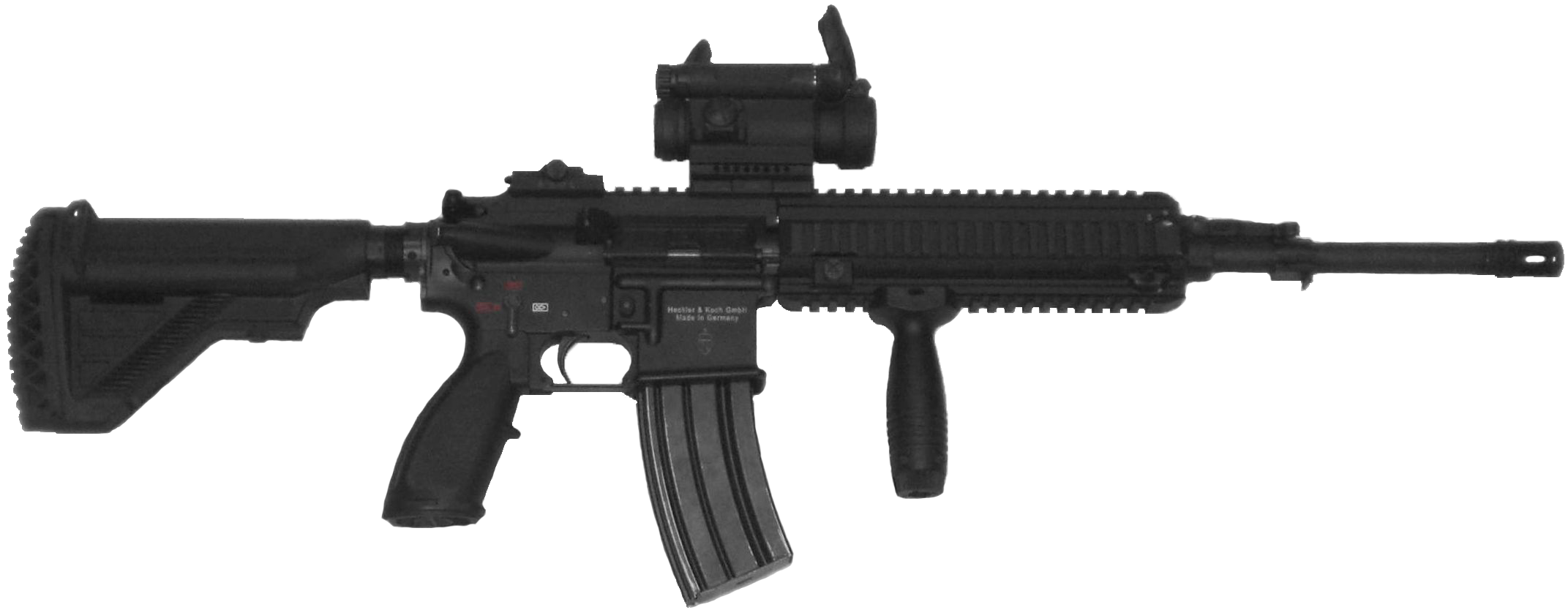
HK 416

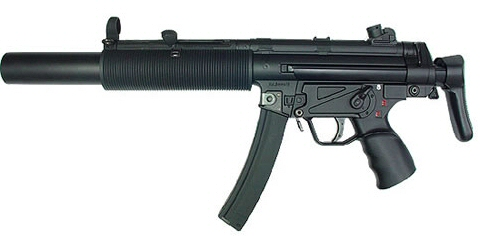
HK MP5SD

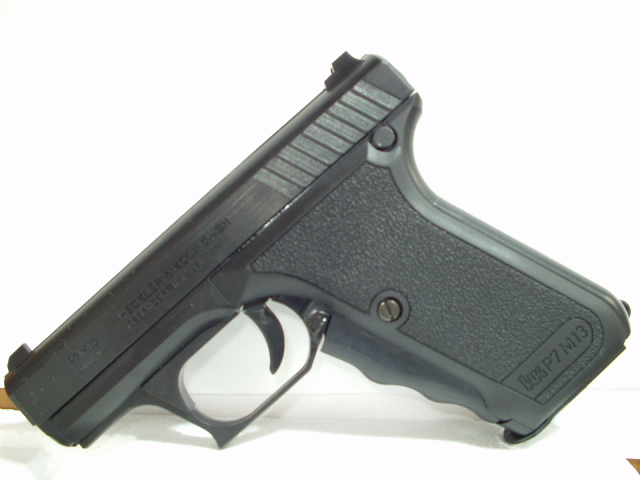
HK P7M13

- Пістолет-кулемет HK MP7 (Heckler & Koch)
- Пістолет-кулемет HK MP5 (Heckler & Koch)
- Автомат HK 416 (Heckler & Koch)
- Автомат HK G36 (Heckler & Koch)
- Кулемет HK21 (Heckler & Koch)
- Снайперська гвинтівка HK PSG1 (Heckler & Koch)
- Снайперська гвинтівка DSR-1 (AMP Technical Services)
- Автомат SIG 550 (Schweizerische Industrie Gesellschaft)
- Автомат SIG Modell 551 — SWAT (SIG) (Kaliber 5,56 x 45 mm)
- Автомат AUG A3 (Steyr-Mannlicher AG & Co KG)
- Пістолет Walther P99 (Walther)
- Пістолет Glock 18
- Пістолет HK P7M13 (Heckler & Koch)
- Пістолет Smith & Wesson Bodyguard (Kaliber.38 Spezial)
- Пістолет HK USP (Heckler & Koch)
- Ручний гранатомет HK-69 (Heckler & Koch)
- Гранатомет Armbrust (Messerschmitt-Bolkow-Blohm)
- Рушниця HK 502 12
- Рушниця Remington 870 12/76
- Рушниця Benelli M3 Super 90
- Бойовий ніж Glock 78

## Операції
- 1974 р. — Чемпіонат світу з футболу 1974 (Німеччина)
- 1976 р. — Зимові Олімпійські ігри 1976 (Австрія)
- 1977 р. — штурм захопленого терористами «Боїнга-737» №LH181 в Могадішо (операція «Магічний вогонь»)
- 1982 р. — арешт терористів з RAF Монхаупт і Шульца
- 23 червня 1993 — операція «Weinprobe» (затримання терористів з RAF Вольфганга Грамс і Біргіт Хогефельд в Бад-Клайнене), в ході якої був застрелений один і поранений ще один співробітник спецпідрозділу[3]
- 1993 р. — звільнення заручників в літаку компанії KLM в Дюссельдорфі[4]
- 1994 р. — звільнення заручників в ІТК в Касселі[4]
- 1999 р. — арешт Мартіна Капрана в Кельні[4]
- 1999 р. — арешт двох членів «червоних бригад» в Берліні[4]
- 1999 р. — звільнення заручників в Центральному земельному банку в Ахені[4]
- 2000 р. — консультації філіппінських спецслужб при звільненні заручників[4]
- 2001 р. — арешт двох шпигунів в Гайдельберзі[4]
- 2001 р. — консультування єгипетських спецслужб в ході операції зі звільнення чотирьох німецьких туристів[4]
- 2001 р. — арешт декількох терористів, пов'язаних з організаторами теракту 11 вересня 2001 року в США[4]
- 2003 р. — захист співробітників федерального агентства технічного рельєфу (Багдад, Ірак)
- 2004 р. — охорона посольства ФРН у Багдаді (було вбито два офіцери GSG-9[5])
- 2006 р. — Чемпіонат світу з футболу 2006 (Німеччина)